# Tötössy Béla
Zepethneki Tötössy Béla (Tőtössy Béla) (Billéd, 1854. augusztus 5. – Budapest, 1923. szeptember 2.) matematikus, műegyetemi tanár, az MTA levelező tagja (1899).

## Élete
A Zürichi Szövetségi Műszaki Főiskolán tanult, egy ideig ott is dolgozott. 1882-től volt a matematika repetitora a József Műegyetemen, majd miután a magántanári képesítést elnyerte, 1889-ben az ábrázoló geometria nyilvános rendkívüli, 1893-ban pedig nyilvános rendes tanára lett. 1899-ben megkapta a kolozsvári Ferenc József Tudományegyetemtől a tiszteletbeli bölcsészdoktori címet. Kürschák Józseffel és Réthy Mórral Bolyai Farkas Tentamenjét és Bolyai János Appendix c. művének második kiadását is sajtó alá rendezte (1904). Sírja a Kerepesi temetőben található (53-1-50).

## Fontosabb munkái
- Über die Fläche vierter Ordnung mit Cuspidalkegelschnitt (Mathem. Annalen, XIX.).